# 平井車庫
平井車庫（ひらいしゃこ）は、兵庫県宝塚市平井にある阪急電鉄の車庫。阪神電気鉄道石屋川車庫や南海電気鉄道住ノ江検車区と同じく、高架式となっている。

## 概要
平井車庫は、雲雀丘花屋敷駅の西南1kmに位置する。
阪急電鉄の前身の箕面有馬電気軌道で開業時から使われていた池田車庫が、高度経済成長期の沿線人口の飛躍的な増加に伴い、手狭になって移転するために、1969年9月29日に建設工事に着手し、1971年11月8日に竣工した。プログラム式進路設定装置（PTC）を新築時から導入した。敷地面積は約6万627平方メートルで、現在は同社の約310両と能勢電鉄の約60両の車両の管理や点検を行う。また、阪急電鉄で唯一、脱線事故を想定した復旧訓練をするための専用線路がある。
車庫は雲雀丘花屋敷駅宝塚方のJR福知山線南側に展開しているため、入出庫は全て大阪梅田方にある雲雀丘花屋敷駅から行う。出入庫の線路は福知山線をオーバークロスしている。
宝塚本線と箕面線の全車両が所属し、全般検査、重要部検査以外の検査を行う。
停泊・入庫する際、大阪梅田・宝塚両始発では雲雀丘花屋敷行列車として運行している。

## 所属車両
所属している編成は以下のとおり。

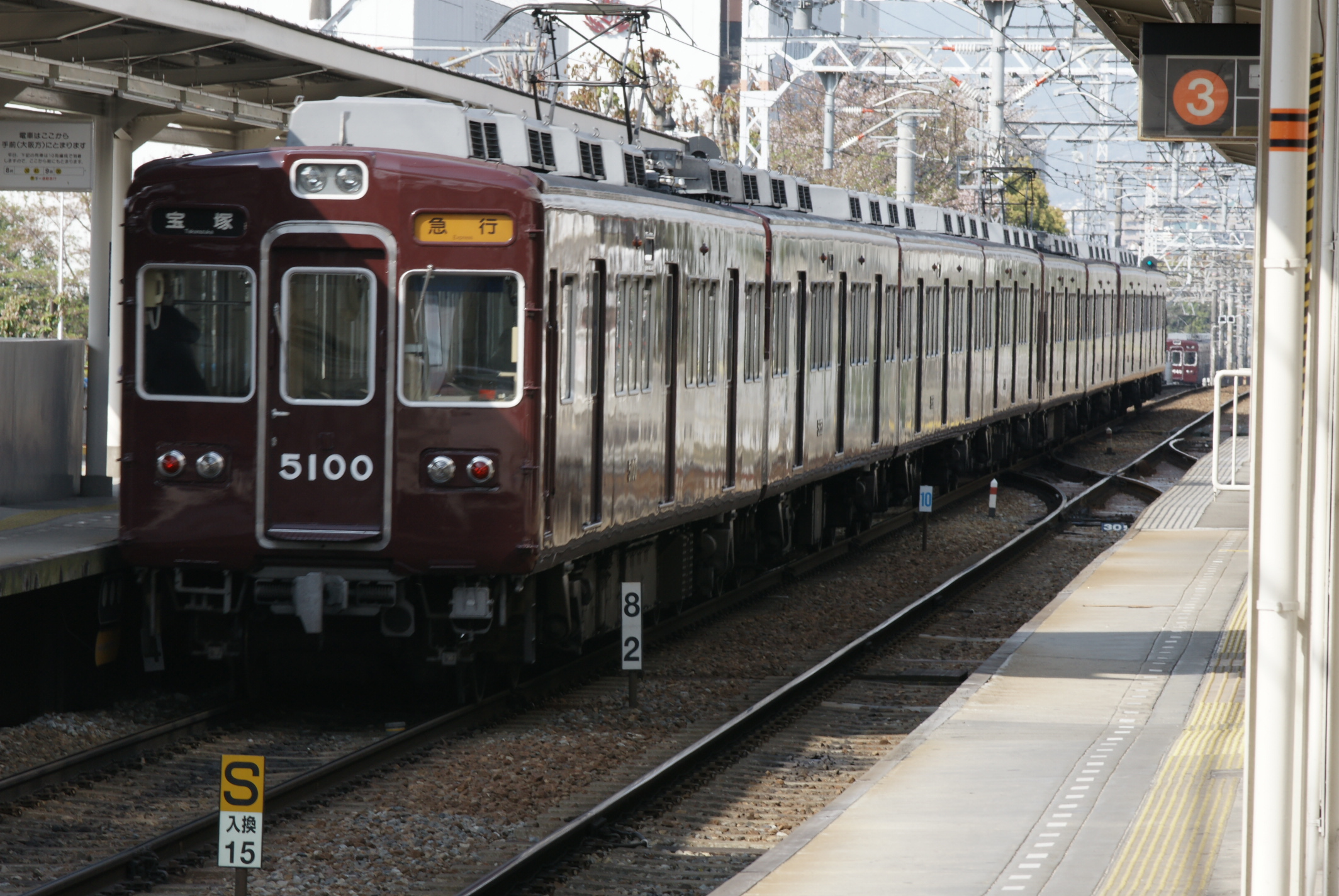
5100系
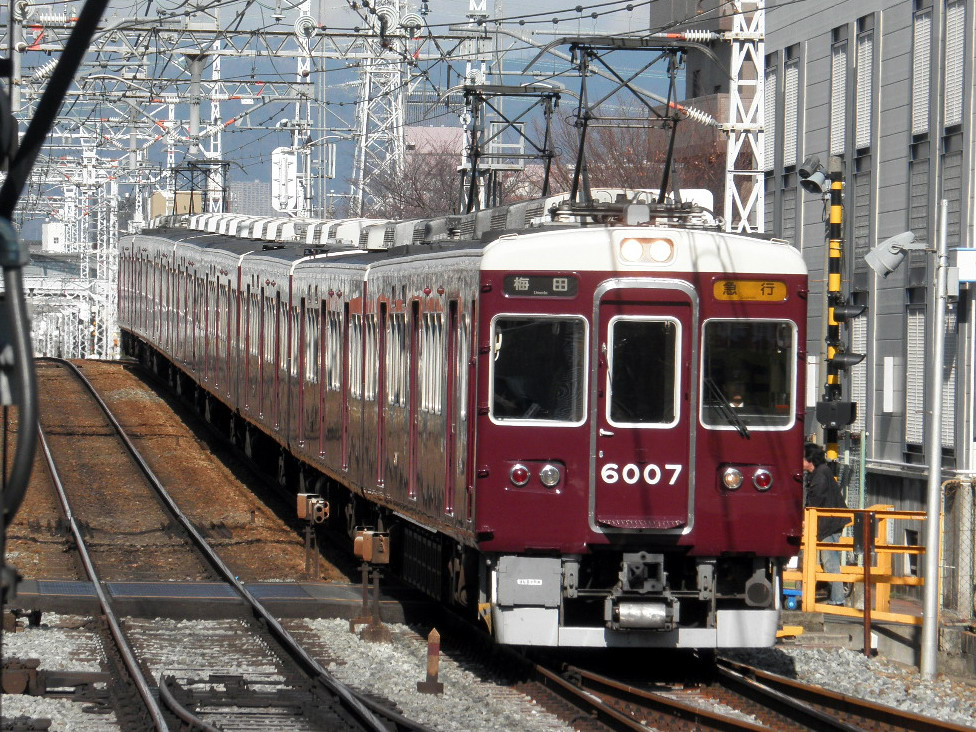
6000系
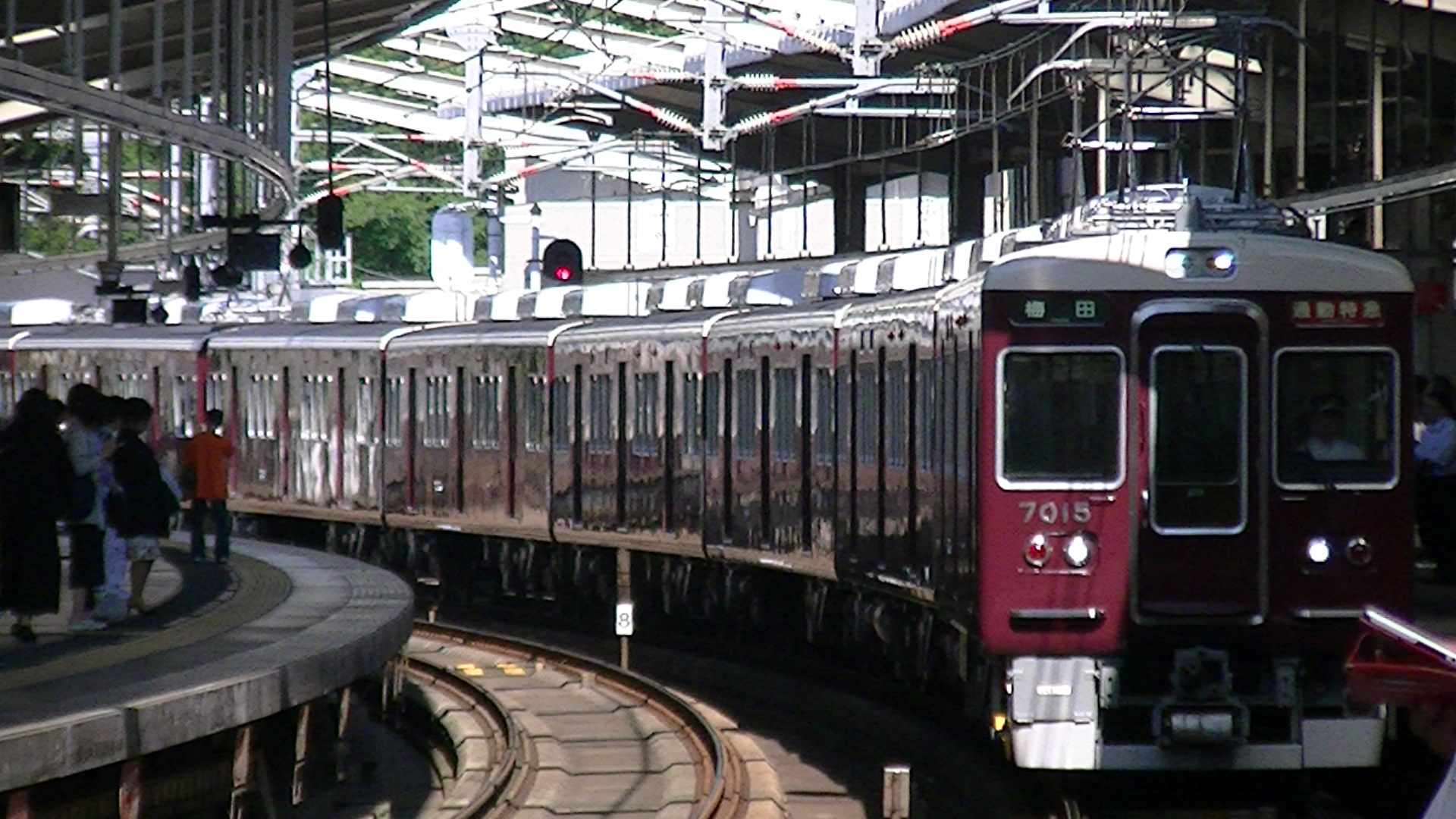
7000系
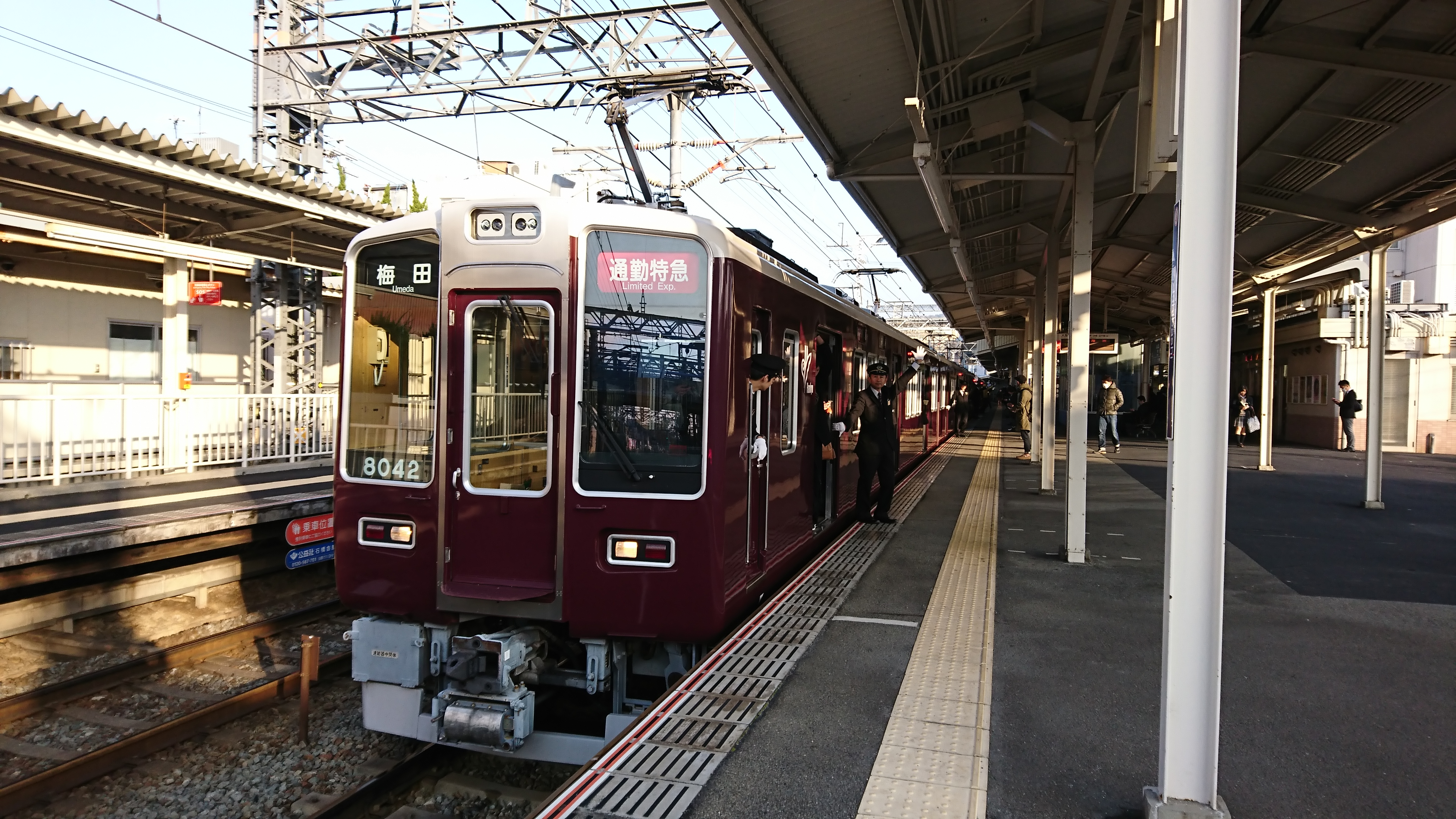
8000系 写真は後期車
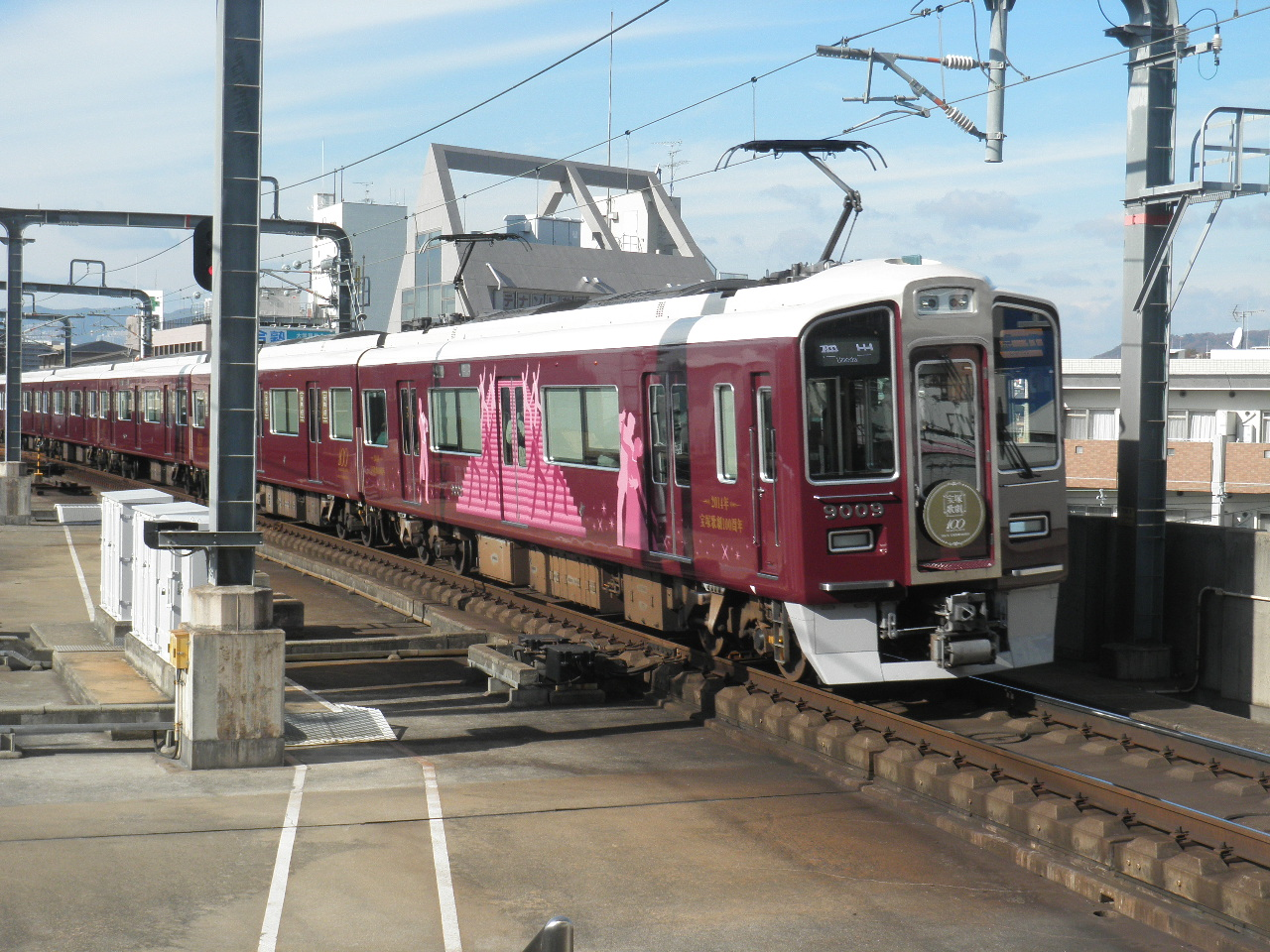
8000系
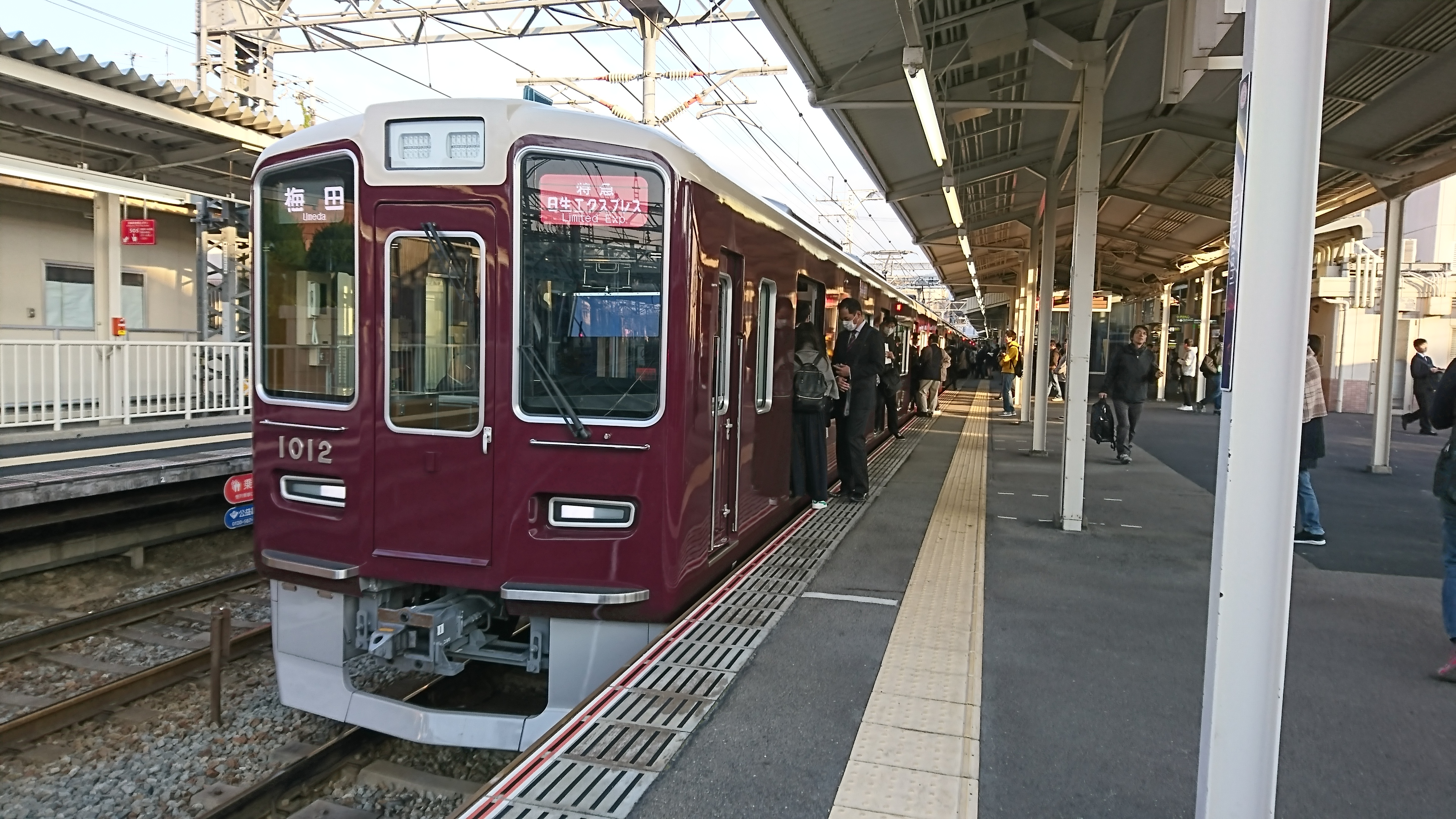
9000系
- 1000系
- 2000系（2月24日より運行開始予定）

- 5100系
- 6000系
- 7000系
- 8000系
写真は後期車
- 9000系
- 1000系